# 金熙坤
金熙坤（：／ Kim Hee-gon，1964年12月17日—），大韓民國保守派政治人物，第21屆國會議員。